# Liste der Naturdenkmale in Friesenheim (Rheinhessen)
Die Liste der Naturdenkmale in Friesenheim nennt die im Gemeindegebiet von Friesenheim ausgewiesenen Naturdenkmale (Stand 1. Mai 2024).

## Naturdenkmale
| Nr.         | Bezeichnung | Lage                      | Beschreibung            | Bild            |
| ----------- | ----------- | ------------------------- | ----------------------- | --------------- |
| ND-7339-007 | Zwei Eichen | Gaustraße, bei Nr. 5 Lage | Quercus sp., zwei Bäume | Fotos hochladen |

## Ehemalige Naturdenkmale
| Nr.         | Bezeichnung   | Lage                       | Beschreibung                                              | Bild                                    |
| ----------- | ------------- | -------------------------- | --------------------------------------------------------- | --------------------------------------- |
| ND-7339-006 | Johanneseiche | Gaustraße, bei Nr. 12 Lage | Quercus sp.; Baum abgegangen, Rechtsverordnung aufgehoben | Direkt Bild zu diesem Denkmal hochladen |